# Джурджево
Джурджево (серб. Ђурђево) — селище в Сербії, належить до общини Жабаль Південно-Бацького округу в багатоетнічному, автономному краю Воєводина.

## Населення
Населення селища становить 5263 особи (2002, перепис), з них:
- серби — 3538 — 68,87%;
- чорногорці — 1200 — 23,30%;
- мадяри — 131 — 2,55%;

Решту жителів  — з десяток різних етносів, зокрема: роми, хорвати, словаки. Загалом до 1300 русинів-українців, але чимало їх асимілювалися.